# Emmanuel Scheffer
Emmanuel Scheffer   (Berlín, 11 de febrer de 1923 - Ramat ha-Xaron, 28 de desembre de 2012) fou un futbolista israelià de la dècada de 1950 i entrenador.
Amb la selecció israeliana només jugà amb la selecció B. Pel que fa a clubs, defensà els colors de Śląsk Wrocław, Hapoel Haifa FC i Hapoel Kfar Saba.
Fou entrenador de la selecció als Jocs Olímpics de 1968 i a la Copa del Món de Futbol de 1970.